# Раздео
Раздео (лат. Phylum) је једна од таксономских категорија у хијерархијској класификацији организама. Налази се између класе и царства. У ботаници за овај таксономски ранг се користи назив раздео, док се у зоологији практикује тип или коло. Понекад се раздели деле на подраздела и микрораздела, или пак више њих се удружује у суперраздео. Аналогно, постоје и подтипови, микротипови и супертипови. Морски организми су подељени у више различитих кола. Све животиње са кичмом, као и човек, заједно са хордатима, налазе се у посебном колу, колу хордата. Остале животиње су, такође по неким телесним карактеристикама, подељене на велики број типова. Неки од познатијих су: зглавкари, чланковити црви, мекушци, жарњаци, бодљокошци.
Таксон раздео налази се између царства и класе.
- У неким систематикама животињско царство се прво дели на одељке, који се затим деле на кољена. Билатералне животиње се тако делом приказују као одељак.
- У ботаници и микологији је, уз колено (phylum), као синоним дозвољен и појам дивизија (divisio).
- У бактериологији се дозвољава кориштење појма „колено” и за кланове, чешће група сојева.[4][6]

Царство Animalia (животиње) обухвата приближно 35 кољена, Plantae (биљке) 12, а Fungi (гљиве) око 7.
Новија филогенетичка истраживања односа у овом таксономском рангу, сврставају их у веће гране, као што су Ecdysozoa и Embryophyta.

## Општи опис и познати примери
Од Линеове таксономије, дефиниције зоолошког кољена су значајно промењене, посебно након поделе у шест класа и четири разгранавања Жоржа Кивјеа. Појам колено (phylum), увео је Ернст Хекел, на основу грчке речи phylon (племе или грана). У биљној таксономији, Ејхлер (1883) класификује биљке у пет група, сваку под називом дивизија.
Неформално, колено се може сматрати већом групом организама нижих таксономских рангова, који су повезани заједничким, општим и/или специјализираним, планом телесне грађе.
Класификације организама у хијерархијске системе, у употреби су од XVII и XVIII века. Обично су организми били груписани у складу са њиховим морфолошким сличностима, како су их видели ти рани аутори, а групе су затим повезиване према њиховим сличностима, да се формира хијерархијска вертикала. На најосновнијем нивоу, колено се може се дефинисати на два начина:
- као група организама са одређеним степеном морфолошких или развојних сличности (у фенетичкој дефиницији), или
- група организама са одређеним степеном еволуцијске повезаности (у филогенетској дефиницији).[12]

Било је покушаја да се дефинише ниво Линеове хијерархије, без (еволуцијске) сродности, који су били незадовољавајући, али фенетичка дефиниција је корисна онда када се бави питањима морфолошке природе, као што су она колико су релативно (не)успешнији другачији планови телесне грађе.

### Дефиниција на темељу генетичких односа
Најважнији циљ дефиниције датог таксона у генетичкој дефиниција је мера „одређеног ступања” сродности и како невезани организми морају бити припадници различитих колена. Минимални услов је да би сви организми у овом таксономском рангу требало да буду јасно уже међусобно повезани, него било која друга група. Чак и ово је проблематично, јер зависи од познавања односа организама. Како постаје доступно више података, посебно из молекулских истраживања, пружају се боље могућности за просуђивање односа између група. Тако се кољена могу спојити или поделити, ако постане јасно да су међусобно сроднија или не, односно да су сроднија неким другим таксонима. На пример, брадати црви (Siboglinidae) су описани као ново колено (у Pogonophora), средином 20. века, али молекулска истраживања, готово пола века касније, утврдила су да су они група Annelida, тако да је сада некадашњи филум брадатих црва спојен са анелидима (као породица). На другој страни, високо паразитско колено Mesozoa је подељено у два колена, Orthonectida и Rhombozoa, када је откривено да Orthonectida вероватно спадају у деутеростомије, а Rhombozoa у протостомије.
Ова смењивост филума је навела неке биологе да се позову на а концепт напуштања ранга колена у корист кладистике, начина на који су групе постављене без икаквог таксономског рангирања.

### Дефиниција на основу плана телесне грађе
Дефиницију колена која је заснован на плану грађе тела, предложили су палеонтолози Грејам Бад и Серен Јансен (као што је Хекел је учинио век раније). Та дефиниција је постављена јер изумрли организми су најтежи за класификацију: они могу бити огранци који су се одвојили од линије, али и колено, са предзнаковима који дефинишу модерно колено. По Бадовој и Јенсеновој дефиницији колено је дефинисано као скуп организама са ознакама које деле сви данашњи представници.
Овај приступ доноси неке мале проблеме, јер предачке ознаке код већине чланова кољена можда су само еволуцијски изгубљене код неких чланова. Такође, ова дефиниција се заснива на произвољном тренутку садашњости. Међутим, као што је обилежне базно, лако га је применити на фосилним остацима. Већи проблем је у томе што се ослања на субјективне одлуке о томе које групе организама треба сматрати кољенима.
Према некима, класификација према овој дефиницији може бити снажно погођена шансом за опстанак ретких група, које могу направити много разноврснија колена него што би било иначе. Међутим, није јасно који би еволуцијски механизми могли стимулисати такве процесе.
Представници многих модерних кољена нису се појавили и дуго након камбријума.

## Типови животиња
У царству животиња постоји 35 кола, док у царству биљака 12 раздела.
| Тип (на лат.)   | Слика | Тип (на срп.)         | Обим врста                            |
| --------------- | ----- | --------------------- | ------------------------------------- |
| Acanthocephala  |       | Црви бодљикавих глава | око 756                               |
| Acoelomorpha    |       |                       |                                       |
| Annelida        |       | Чланковити црви       | 17000+ постојећи                      |
| Arthropoda      |       | Зглавкари             | 1134000+                              |
| Brachiopoda     |       | Шкољке светиљке       | 300-500 постојећих                    |
| Bryozoa         |       | Морске маховине       | 5000 постојећих                       |
| Chaetognatha    |       | Стакласти црви        | 100 постојећих                        |
| Chordata        |       | Хордати               | 100.000+                              |
| Cnidaria        |       | Жарњаци               | 11.000                                |
| Ctenophora      |       | Реброноше             | 100 постојећих                        |
| Cycliophora     |       | Циклиофоре            | 3+                                    |
| Echinodermata   |       | Бодљокошци            | 7.000 постојећих; око 13.000 изумрлих |
| Entoprocta      |       | Ентопрокта            | 150                                   |
| Gastrotricha    |       | Гастротрихе           | 690                                   |
| Gnathostomulida |       |                       | 100                                   |
| Hemichordata    |       | Полухордати           | 100 постојећих                        |
| Kinorhyncha     |       |                       | 150                                   |
| Loricifera      |       | Лорицифера            | 122                                   |
| Micrognathozoa  |       |                       | 1                                     |
| Mollusca        |       | Мекушци               | 112.000                               |
| Nematoda        |       | Ваљкасти црви         | 80.000–1.000.000                      |
| Nematomorpha    |       | Нематоморфа           | 320                                   |
| Nemertea        |       | Немертине             | 1.200                                 |
| Onychophora     |       | Баршунасти црви       | 200 постојећих                        |
| Orthonectida    |       | Ортонектида           | 20                                    |
| Phoronida       |       | Потковичасти црви     | 11                                    |
| Placozoa        |       | Плакозое              | 1                                     |
| Platyhelminthes |       | Пљоснати црви         | 25.000                                |
| Porifera        |       | Сунђери               | 5.000+постојећи                       |
| Priapulida      |       | Пријапулиде           | 16                                    |
| Rhombozoa       |       |                       | 75                                    |
| Rotifera        |       | Ротаторије            | 2.000                                 |
| Sipuncula       |       | Сипункулиде           | 144–320                               |
| Tardigrada      |       |                       | 1.000+                                |
| Xenoturbellida  |       |                       | 2                                     |
| Укупно: 35      |       |                       | 2,000,000+                            |

|  | Протостомије                 | Bilateria |
|  | Деутеростомије               | Bilateria |
|  | Базални/са спорама           | Bilateria |
|  | Остали (Радиата или Паразоа) |           |